# Бредл, Роб
Роб Бредл (англ. Robert Harold Bredl; 18 июля 1950, Ренмарк, Южная Австралия) — известный натуралист, ведущий сериалов о дикой природе.
С юношеских лет Роб занимался ловлей животных на австралийской ферме крокодилов, где он работал вместе со своим отцом.
Известен сериями документальных фильмов «Killer Instinct» («Инстинкт хищника»; 53 эпизода), «Deadly Predators» (10 эпизодов), «The Barefoot Bushman» (8 эпизодов), демонстрировавшимися в 45 странах мира.